# Pattes blanches
Pattes blanches és una pel·lícula dramàtica francesa de 1949 dirigida per Jean Grémillon i protagonitzada per Suzy Delair, Fernand Ledoux i Paul Bernard. Les "pattes" del títol fan referència a les polaines que portava el protagonista, l'aristocràtic propietari d'una finca a la costa francesa.

## Producció
Va ser rodada als Estudis Neuilly a París i els exteriors a Erquy a Bretanya. Els decorats de la pel·lícula van ser dissenyats pel director d'art Léon Barsacq. Grémillon havia intentat produir diversos projectes cinematogràfics des del fracàs financer de Le ciel est à vous el 1944, però aquest va ser el primer llargmetratge QUE havia aconseguit fer. Similar en la trama i l'atmosfera a la seva pel·lícula de guerra Lumière d'été, això va provocar un altre fracàs comercial i l'eclipsi de Grémillon com a director francès líder per altres cineastes com Henri Georges-Clouzot.

## Sinopsi
A la Bretanya, el propietari de la posada Jock Le Guen porta la seva amant Odette de tornada a la ciutat amb ell, però aviat es relaciona amb l'aristocràtic excèntric Julien de Keriadec, conegut en burla pels habitants com "Polaines blanques". La seva relació finalment acaba tràgicament.

## Repartiment
- Suzy Delair - Odette Kerouan
- Fernand Ledoux - Jock Le Guen
- Paul Bernard - Julien de Keriadec- Pattes Blanches
- Arlette Thomas - Mimi la bossue
- Michel Bouquet - Maurice
- Geneviève Morel - Marguerite
- Paul Barge - Un invitat
- Betty Daussmond - La tia de Julien
- Philippe Sergeol - Un invité
- Sylvie - La mare de Maurice
- Jean Debucourt - El jutge d'instrucció

## Premis
- 1949: Premi especial al Festival Internacional de Cinema de Locarno